# 456132015
456132015 är debut-EP av dub-reggae bandet De Facto. Skivan innehåller tre spår och släpptes 2001 av skivbolaget Grand Royal. Namnet på skivan är en kodning av band namnet där siffrorna representerar bokstäver på deras respektere positioner i alfabetet, så 1=A, 2=B, 3=C o.s.v. 
4 5   6 1 3 20 15 = De Facto. EP:n är 12:44 minuter lång.

## Låtlista
| Nr           | Titel         | Längd |
| ------------ | ------------- | ----- |
| 1.           | 120E7         | 4:33  |
| 2.           | Vesica Pisces | 4:24  |
| 3.           | 120E7         | 3:47  |
| Total längd: | Total längd:  | 12:44 |

## Instrument
- Omar Rodriguez-Lopez - Elbas
- Cedric Bixler-Zavala - Trummor
- Jeremy Ward - ljudeffekter
- Isaiah Owens - Keyboard